# دي جي عبدال
دي جي عبد الـ (بالفرنسية: DJ Abdel)‏ هو دي جيه فرنسي، ولد في 5 يونيو 1970 في الدار البيضاء في المغرب.

## وصلات خارجية
- الموقع الرسمي
- دي جي عبدال على موقع IMDb (الإنجليزية)
- دي جي عبدال على موقع ألو سيني (الفرنسية)
- دي جي عبدال على موقع ميوزك برينز (الإنجليزية)
- دي جي عبدال على موقع أول موفي (الإنجليزية)
- دي جي عبدال على موقع ديسكوغز (الإنجليزية)
- دي جي عبدال على موقع كينوبويسك (الروسية)